# Lac Kakinwaskokamak
Lac Kakinwaskokamak är en sjö i Kanada.   Den ligger i regionen Mauricie och provinsen Québec, i den sydöstra delen av landet, 400 km norr om huvudstaden Ottawa. Lac Kakinwaskokamak ligger 430 meter över havet. Arean är 0,93 kvadratkilometer. Den sträcker sig 3,1 kilometer i nord-sydlig riktning, och 2,2 kilometer i öst-västlig riktning.
I omgivningarna runt Lac Kakinwaskokamak växer i huvudsak barrskog. Trakten runt Lac Kakinwaskokamak är nära nog obefolkad, med mindre än två invånare per kvadratkilometer.